# 1995 في كولومبيا
فيما يلي قوائم الأحداث التي وقعت خلال عام 1995 في كولومبيا.

## أحداث
- 11 يناير – إنتيركونتيننتال دي أفياسيون الرحلة 256

## رياضة
- 1 مايو – طواف كولومبيا 1995 الفائزون خوان دييغو راميريز، تشيبي غونزاليس، ألفارو سييرا.

## مواليد

### فبراير
- 22 فبراير – لورا غونزاليز

### يونيو
- 13 يونيو – لورا أوكروس لاعبة كرة مضرب كولومبية.

### سبتمبر
- 15 سبتمبر – رافاييل سانتوس بوري لاعب كرة قدم كولومبي.

## وفيات

### فبراير
- 20 فبراير – نيستور مورا (مواليد 1963) درّاج طريق كولومبي.

### مايو
- 19 مايو – جيمي غارسيا (مواليد 1971) ملاكم كولومبي.

### يوليو
- 16 يوليو – إلفيس ألفاريز (مواليد 1965) ملاكم كولومبي.